# پلیس سامورایی ۲: انتقام مرگبار
پلیس سامورایی ۲: انتقام مرگبار (به انگلیسی: Samurai Cop 2: Deadly Vengeance) یک فیلم اکشن آمریکایی محصول سال ۲۰۱۵ میلادی به کارگردانی و نویسندگی گرگوری هاتاناکا و دنباله فیلم پلیس سامورایی (۱۹۹۱) است.
این فیلم به طور مستقل و با بودجه ای که توسط کیک استارتر داده شده ساخته شده است.  